# Ретвиш (Штормарн)
Ретвиш (њем. Rethwisch) општина је у њемачкој савезној држави Шлезвиг-Холштајн. Једно је од 55 општинских средишта округа Штормарн. Према процјени из 2010. у општини је живјело 1.043 становника. Посједује регионалну шифру (AGS) 1062062.

## Географски и демографски подаци
Ретвиш се налази у савезној држави Шлезвиг-Холштајн у округу Штормарн. Општина се налази на надморској висини од 29 метара. Површина општине износи 13,2 km². У самом мјесту је, према процјени из 2010. године, живјело 1.043 становника. Просјечна густина становништва износи 79 становника/km².